# Collégiale Saint-Jean de Pézenas
La collégiale Saint-Jean de Pézenas est une ancienne collégiale située à Pézenas dans le département de l'Hérault en France. Elle est inscrite au titre des monuments historiques en 1935.
L'église est dédiée aux saints Jean Baptiste et Jean l’Évangéliste.

## Historique
En 1733, la chute du clocher entraîne la reconstruction totale de l’édifice. Le bâtiment initial (l'église romane fortifiée élevée par les templiers) avait accueilli en 1314 le culte paroissial autrefois hors les murs. En 1746, Jean-Baptiste Franque, architecte avignonnais, achève les travaux sur un projet inspiré du montpelliérain Jean Giral.

## Architecture
L'édifice présente trois travées et une abside semi-circulaire flanquée de deux absidioles rectangulaires. Une coupole couvre la croisée du transept dont les bras ont reçu des voûtes d’arêtes ; les bas-côtés sont couverts de coupoles. La décoration en marbres polychromes a été réalisée entre 1746 et 1754. On peut notamment en apprécier la finesse dans la chapelle nord dédiée à la Vierge Marie.
L'orgue exceptionnel, œuvre du facteur Jean François l'Epine, a été construit en 1758, notablement restauré par Aristide Cavaillé-Coll en 1853.
Il est en tout point semblable avec les grandes orgues de l'église Saint-Roch de Paris.

## Intérieur

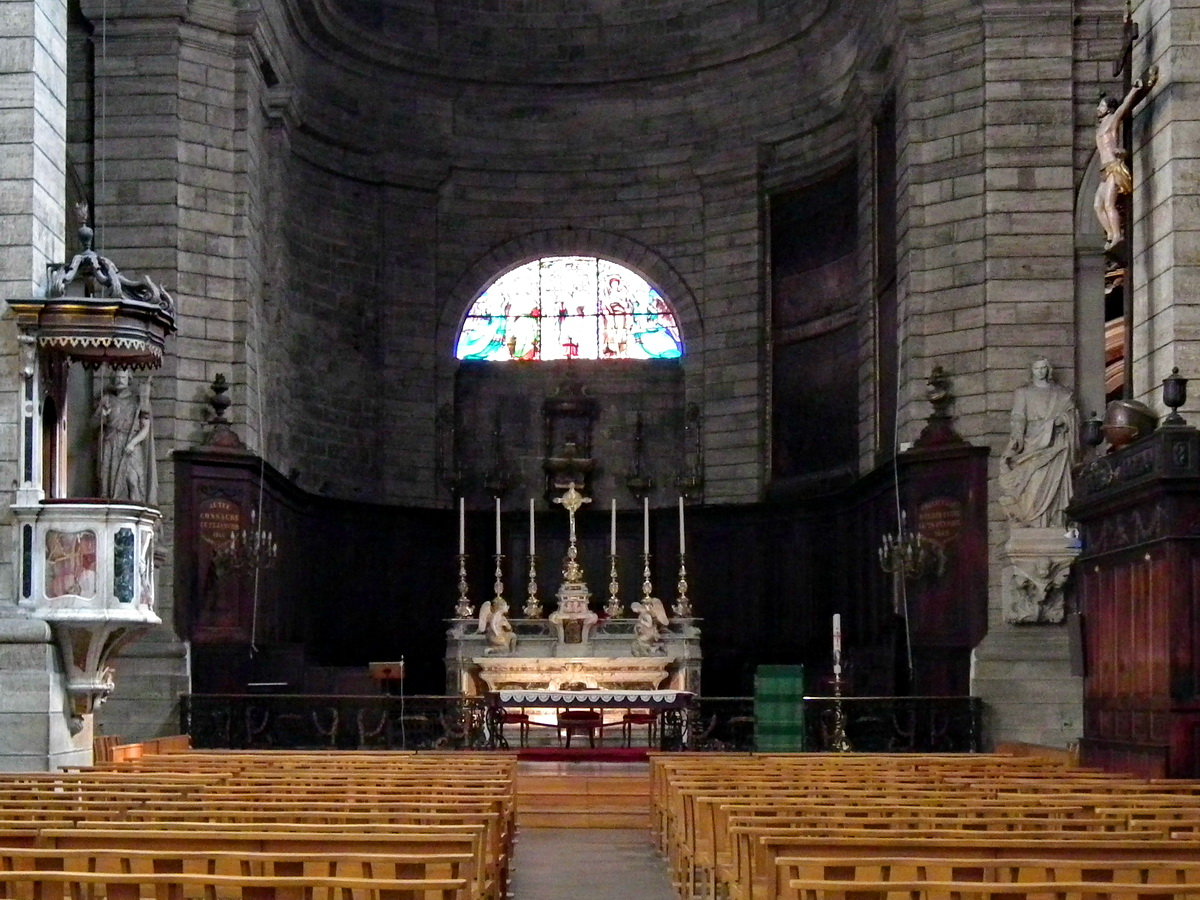
La nef et le chœur.
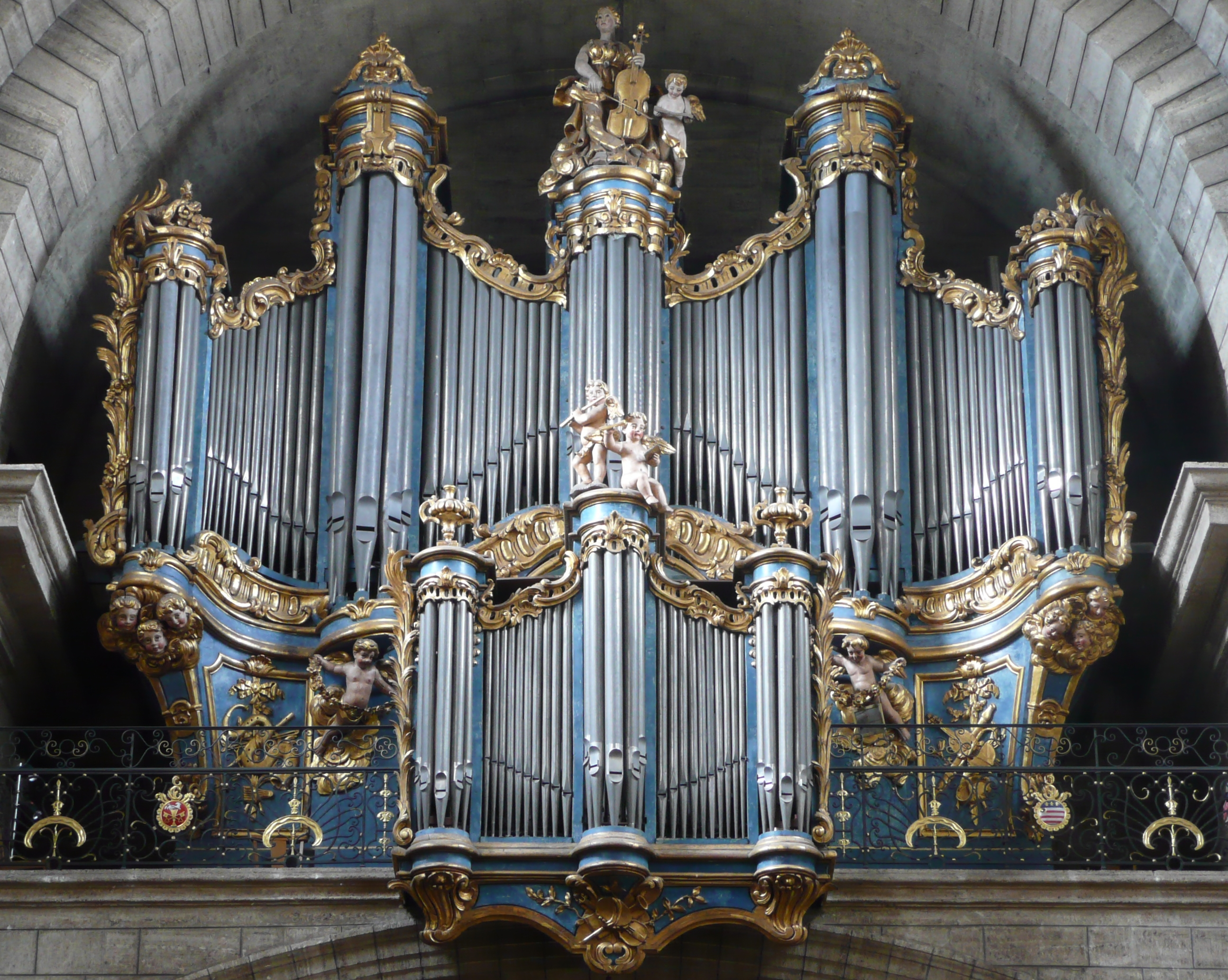
L'orgue.